# Шинтава
Шинтава (слч. Šintava) насељено је мјесто са административним статусом сеоске општине (слч. obec) у округу Галанта, у Трнавском крају, Словачка Република.

## Становништво
| Година:    | 1994. | 2004.   | 2014.   | 2024.   |
| ---------- | ----- | ------- | ------- | ------- |
| Број људи: | 1608  | 1719    | 1750    | 1712    |
| Разлика:   |       | +6,90 % | +1,80 % | -2,17 % |

| Година:    | 2023. | 2024.   |
| ---------- | ----- | ------- |
| Број људи: | 1717  | 1712    |
| Разлика:   |       | -0,29 % |

Према подацима о броју становника из 2011. године насеље је имало 1.774 становника.